# B'z LIVE in なんば 2006 & B'z SHOWCASE 2007 -19- at Zepp Tokyo
『B'z LIVE in なんば 2006 & B'z SHOWCASE 2007 -19- at Zepp Tokyo』（ビーズ・ライブ・イン・なんば・ツーサウザンドシックス・アンド・ビーズ・ショーケース・ツーサウザンドセブン・ナインティーン・アット・ゼップ・トーキョー）は、日本のロックユニット・B'zの映像作品。Blu-ray Discで発売。

## 概要
2008年2月20日にリリースされたDVD作品『B'z LIVE in なんば』と、2008年9月17日にリリースされたベストアルバム『B'z The Best "ULTRA Treasure"』に付属した特典DVD『B'z SHOWCASE 2007 -19- at Zepp Tokyo』のBlu-ray化作品。『B'z LIVE-GYM 2006 "MONSTER'S GARAGE"』『B'z LIVE-GYM Pleasure 2008 -GLORY DAYS-』のBlu-ray化作品と同日にリリースされた。
『B'z LIVE in なんば』と『B'z SHOWCASE 2007 -19- at Zepp Tokyo』では歌詞カードが付属しなかったが、今作では付属している。

## 収録会場
- B'z LIVE in なんば 2006：なんばHatch（2006年9月1日）
- B'z SHOWCASE 2007 -19-：Zepp Tokyo（2007年6月21日）

## 演奏

### メンバー
- 松本孝弘：ギター・プロデュース
- 稲葉浩志：ボーカル

### サポートメンバー
- 増田隆宣：キーボード
- シェーン・ガラース ：ドラム
- 徳永暁人（from doa）：ベース
- 大田紳一郎（from doa）：ボーカル＆ギター

## 収録内容

### DISC 1
『B'z LIVE in なんば 2006』の模様を収録。
1. ALL-OUT ATTACK
2. juice
3. ピエロ
4. ネテモサメテモ
5. ゆるぎないものひとつ
6. Real Thing Shakes
  - 原曲よりBPMが早い。
7. DEVIL
8. Brighter Day
  - ライブ初披露。
9. TAK'S SOLO
10. 雨だれぶるーず
11. HOME
  - 全英詞バージョンが演奏された。
12. MONSTER
13. 衝動
14. 愛のバクダン
15. LOVE PHANTOM
16. ギリギリchop
17. SPLASH!
  - ここからアンコール。稲葉と観客との掛け合いからスタート。
18. RUN

### DISC 2
『B'z SHOWCASE 2007 -19-』の模様を収録。
1. SUPER LOVE SONG
  - 当時の未発表曲。
  - シングル『SUPER LOVE SONG』に収録された特典映像とは編集が異なる。
2. FRICTION
  - 当時の最新配信シングル。
3. HOT FASHION -流行過多-
4. 愛のバクダン
5. ultra soul
  - 2006年のアレンジ版での演奏。
6. ロンリースターズ
7. 泣いて 泣いて 泣きやんだら
8. 永遠の翼
  - 当時の最新シングル。
9. 太陽のKomachi Angel
  - CD版とは違うアレンジで演奏。
10. 銀の翼で翔べ
11. 春
12. ながい愛
13. F・E・A・R
  - 観客とのコールレスポンスから始まる。
14. アラクレ
  - 「juice」のイントロから始まる。
15. BANZAI
16. ALL-OUT ATTACK
17. Out Of Control
18. ARIGATO
  - ライブ初披露。半音下げで演奏された。
19. おでかけしましょ